# 成立学園中学・高等学校
成立学園中学・高等学校（せいりつがくえんちゅうがく・こうとうがっこう）は、東京都北区東十条六丁目にある私立中学校・高等学校。設置者は学校法人成立学園。

## 沿革
- 1925年（大正14年）3月 - 東京市神田区神田淡路町の東京開成中学校（関東大震災後西日暮里に移転）の校舎跡地にて成立商業学校が創立される。
- 1927年（昭和2年）4月 - 神田鈴木町（現在の三崎町あたり）に移転。
- 1931年（昭和6年）4月 - 現校地に移転。
- 1948年（昭和23年）3月 - 学制改革により、成立商業高等学校となる。
- 1951年（昭和26年）3月 - 学校法人認可を受ける。
- 1972年（昭和47年）4月 - 普通科を設置。成立高等学校に改称。
- 1996年（平成8年）3月 - 商業科募集停止。普通科にコース制導入。
- 1997年（平成9年）10月 - 埼玉県鷲宮町に総合グラウンド完成。
- 1998年（平成10年）3月 - 本部棟竣工。成立学園幼稚園を設置。
- 2004年（平成16年）4月 - 男子校から男女共学になる。校名を成立学園高等学校に変更。
- 2007年（平成19年）4月 - 類型制を導入。
- 2010年（平成22年）4月 - 成立学園中学校が新設開校。
- 2012年（平成24年）8月 - 高等学校硬式野球部が第94回全国高等学校野球選手権大会初出場。
- 2014年（平成26年）4月 - 高等学校硬式野球部が春季関東大会初出場。

## コース
2012年度よりコース・クラス編成を変更。アスリートクラス以外は各コース・クラス間の変更が可能。2014年度の合格者は早慶に8名、GMARCHに111名などとなっている。

### スーパー特選コース
- 国公立クラス
- 難関私大クラス
- 選抜クラス
- 探究クラス

### 特進コース
- 特進総合クラス
- アスリートクラス（男女サッカー部、硬式野球部）

### 中高一貫コース
5年目(高2)からスーパー特選コースの国公立クラスと合流。

## 部活動
サッカー部、男子バスケットボール部は強豪校として知られておりサッカーに関しては多数のプロ選手を輩出している。サッカーと野球部は学校とは別の場所（埼玉県鷲宮）に専用グラウンドを完備しておりそこを練習拠点としている。
- 男子サッカー部

第82回全国高校サッカー選手権にてベスト16。
第84回全国高校サッカー選手権に出場。初戦敗退。
第101回全国高校サッカー選手権に出場。2回戦敗退。
- 女子サッカー部

第18回全日本高校女子サッカー選手権に出場。初戦敗退。
第19回全日本高校女子サッカー選手権にてベスト8。
第20回全日本高校女子サッカー選手権に出場。初戦敗退。
- 硬式野球部

2012年夏（第94回）に東東京代表として出場。（春夏通じて初の甲子園出場）
平成26年度 春季東京都高等学校野球大会にて初優勝。
第66回春季関東地区高校野球大会に東京代表として初出場。ベスト8。
- 男子バスケットボール部

第72回全国高等学校バスケットボール選手権大会に出場。

## 交通
出典 : 
電車
| 路線名           | 最寄り駅   | 出口 | 徒歩所要時間 |
| ---------------- | ---------- | ---- | ------------ |
| JR京浜東北線     | 東十条駅   | 北口 | 8分          |
| JR埼京線         | 赤羽駅     | 南口 | 8分          |
| 東京メトロ南北線 | 赤羽岩淵駅 |      | 14分         |

バス
| 運行事業者            | 系統 | 下車停留所       |
| --------------------- | ---- | ---------------- |
| 国際興業バス          | 赤25 | 「東十条六丁目」 |
| 国際興業バス          | 赤26 | 「東十条六丁目」 |
| 国際興業バス          | 赤27 | 「東十条六丁目」 |
| 国際興業バス 関東バス | 赤31 | 「東十条六丁目」 |

## 主な関係者

### サッカー
- 大津祐樹 - 元サッカー選手（ジュビロ磐田、元日本代表）
- 吉長真優 - サッカー選手（ギラヴァンツ北九州）
- 大久保智明 - サッカー選手（浦和レッズ）
- 市川雅彦 - 元サッカー選手（大宮アルディージャ）
- 竹中公基 - サッカー選手（ZION FOOTBALL CLUB）
- 山本英臣 - サッカー選手（ヴァンフォーレ甲府）※サッカー部には所属せず
- フィッツジェラルド舞行龍ジェームズ - サッカー選手（アルビレックス新潟）※サッカー部には所属せず
- 菅野哲也 - 元サッカー選手
- 江﨑一仁 - 元サッカー選手（ブラウブリッツ秋田）
- 才藤龍治 - サッカー選手（ブラウブリッツ秋田）
- 原田欽庸 - サッカー選手（栃木シティFC）
- ジェイソン・デビッドソン - サッカー選手（パンセライコスFC）2014ワールドカップオーストラリア代表
- 田辺圭佑 - 元サッカー選手（鹿児島ユナイテッドFC）
- 窪田稜 - サッカー選手（愛媛FC）
- 和田一郎 - サッカー指導者
- 山口智 - 元サッカー選手 ※サッカー部には所属せず
- 長田道泰 - 元サッカー選手 ※サッカー部には所属せず
- 井上公平 - 元サッカー選手（ジェフユナイテッド市原・千葉）※サッカー部には所属せず
- 戸島章 - 元サッカー選手
- 土光真代 - サッカー選手（INAC神戸レオネッサ）※サッカー部には所属せず
- 照山颯人-サッカー選手（V・ファーレン長崎）
- 岡澤韻生 - サッカー選手（高知ユナイテッドSC）

### 野球
- 板山祐太郎 - プロ野球選手（中日ドラゴンズ）
- 長谷川潤 - 元プロ野球選手（読売ジャイアンツ）
- 谷岡竜平 - 元プロ野球選手（読売ジャイアンツ）

### 格闘技
- 鈴木なな子 - プロボクサー（横浜光ボクシングジム）
- 上原誠 - 元キックボクサー

### 芸能
- 佐野周二 - 俳優
- 長谷川昭男 - 俳優
- 堀部圭亮 - タレント（中退）
- 駒谷仁美 - アイドル（元SDN48）（中退）
- 高田リオン - アナウンサー（エフエム山陰）
- 今野浩喜 - 俳優、お笑い芸人

### その他
- 清野とおる - 漫画家
- 平岩優奈 - 元体操競技選手（2020東京五輪日本代表）

### 教職員
- 長崎慶一 - 元プロ野球選手（大洋・横浜大洋、阪神）。
- 五十嵐和也 - 元サッカー選手、現在サッカー部コーチ
- 山郷のぞみ - サッカー選手、2011 FIFA女子ワールドカップにおいてサッカー日本女子代表、現在女子サッカー部コーチ